# M Huncho
M Huncho, pseudonimo di Mujtaba Khan (Londra, 18 novembre 1993), è un rapper britannico.

## Biografia
M Huncho ha esordito nell'industria discografica col mixtape Utopia, certificato oro dalla British Phonographic Industry e classificatosi 13º nella Official Albums Chart. Anche Huncholini the 1st ha ricevuto la medesima certificazione, raggiungendo la top five della suddetta classifica.
Gli album in studio Chasing Euphoria (2022) e My Neighbours Don't Know (2023) sono entrambi arrivati nella top ten britannica.

## Discografia

### Album in studio
- 2022 – Chasing Euphoria
- 2023 – My Neighbours Don't Know

### EP
- 2017 – Get Out
- 2018 – 48 Hours
- 2024 – Road 2 U2opia

### Mixtape
- 2019 – Utopia
- 2020 – Huncholini the 1st
- 2020 – DNA (con Nafe Smallz)
- 2024 – 36 Hours (con Potter Payper)
- 2025 – U2opia

### Singoli
- 2017 – Mad About Bars
- 2017 – Westwood Crib Session
- 2018 – Mediocre
- 2018 – Kenny Allstar Freestyle
- 2019 – Thumb (con Nafe Smallz)
- 2020 – Flooded (con Nafe Smallz)
- 2021 – Overpriced
- 2021 – Heavy Duty (con Eno)
- 2021 – Misunderstood Pt. 2 (con Youngn Lipz)
- 2021 – Breadwinner
- 2021 – Hiatus (Freestyle)
- 2022 – Warzone (feat. Headie One)
- 2022 – Daily Duppy
- 2022 – By Any Means (con Orio e Malik Montana)
- 2022 – Hear No Evil (for the Money)
- 2022 – See No Evil (Run It Up)
- 2022 – Speak No Evil
- 2023 – Planting Seeds (con Groundworks)
- 2023 – Conspiracy Charges
- 2023 – Go Getter (con A2)
- 2023 – Where You Been?
- 2024 – French Tips
- 2024 – Two Wise Men (con Potter Payper)
- 2024 – 3hree6ix Hours (con Potter Payper)
- 2024 – Important
- 2024 – On or Off the Radar
- 2024 – 10:54
- 2025 – Rugratz (con XOXO)
- 2025 – Tuff Right?